# Slumber Party (bài hát)
"Slumber Party" là một bài hát của nghệ sĩ thu âm người Mỹ Britney Spears nằm trong album phòng thu thứ chín của cô, Glory (2016). Nó được viết lời bởi Mattias Larsson, Robin Fredriksson, Julia Michaels và Justin Tranter, và do Mattman & Robin sản xuất. Bộ đôi này cũng chịu trách nhiệm phần xử lý giọng hát, bên cạnh Mischke. Bài hát đã được phối lại và phát hành như là đĩa đơn thứ hai trích từ album, vào ngày 16 tháng 11 năm 2016, với sự tham gia góp giọng của ca sĩ người Mỹ Tinashe. "Slumber Party" còn được gửi đến các đài phát thanh hit đương đại tại Hoa Kỳ vào ngày 22 tháng 11 năm 2016. Video ca nhạc của bài hát do Colin Tilley làm đạo diễn, đã được thực hiện vào ngày 25 tháng 10 năm 2016, với ý tưởng từ bộ phim Eyes Wide Shut, và phát hành vào ngày 18 tháng 11 năm 2016. Sau khi phát hành làm đĩa đơn, Spears đã thêm "Slumber Party" vào danh sách trình diễn thuộc chương trình biểu diễn cư trú của cô tại Las Vegas, Britney: Piece of Me.

## Tổng quan
Sau khi phát hành "Make Me..." làm đĩa đơn đầu tiên cho Glory, đội ngũ nhân viên của Spears đã thực hiện nhiều cuộc thăm dò khác nhau nhằm tìm ra bài hát thích hợp làm đĩa đơn thứ hai của album. Ngày 14 tháng 10 năm 2016, ca sĩ người Mỹ Tinashe gợi ý trên tài khoản Instagram của mình rằng cô đang thực hiện vào một sự hợp tác "huyền thoại", với chú thích: "Những giấc mơ là có thật". Sau đó, vào ngày 25 tháng 10, Spears đã đăng một bức ảnh của cô với Tinashe trên trường quay thực hiện video ca nhạc của bài hát, với chú thích: "Neighbors say we're causing a commotion...," một câu hát của "Slumber Party". Billboard cũng xác nhận thông tin trên thông qua đại diện của Spears. Lewis Corner của Digital Spy cũng thông báo rằng sự hợp tác này sẽ được phát hành "trong một vài tuần gần nhất". Phiên bản phối lại của bài hát đã được phát hành vào ngày 16 tháng 11 năm 2016 dưới hình thức nhạc số, và được gửi đến các đài phát thanh hit đương đại tại Hoa Kỳ vào ngày 22 tháng 11 năm 2016.

## Trình diễn trực tiếp
Spears đã thêm "Slumber Party" vào danh sách trình diễn thuộc chương trình biểu diễn cư trú của cô tại Las Vegas, Britney: Piece of Me, vào ngày 16 tháng 11 năm 2016. Vào ngày 2 tháng 12 năm 2016, Spears và Tinashe trình diễn bài hát lần đầu tiên cùng nhau tại KIIS-FM Jingle Ball. Một ngày sau, họ tái hiện màn trình diễn tại 99.7's Triple Ho Show.

## Danh sách bài hát
- Tải kĩ thuật số

1. “Slumber Party" hợp tác với Tinashe – 3:34

- EP phối lại

1. “Slumber Party" hợp tác với Tinashe (Bad Royale Remix) – 3:12
2. “Slumber Party" hợp tác với Tinashe (Marc Stout & Scott Svejda Remix) – 3:52
3. “Slumber Party" hợp tác với Tinashe (Bimbo Jones Remix) – 3:54
4. “Slumber Party" hợp tác với Tinashe (Danny Dove Remix) – 3:40
5. “Slumber Party" hợp tác với Tinashe (Misha K Remix) – 3:35

## Xếp hạng
| Bảng xếp hạng (2016)                                      | Vị trí cao nhất |
| --------------------------------------------------------- | --------------- |
| Canada (Canadian Hot 100)                                 | 51              |
| Pháp (SNEP)                                               | 121             |
| Sóng phát thanh Nga (Tophit)                              | 76              |
| Hungary (Rádiós Top 40)                                   | 13              |
| Scotland (OCC)                                            | 90              |
| Tây Ban Nha (PROMUSICAE)                                  | 39              |
| Vương quốc Anh Doanh thu Vật lý (Official Charts Company) | 73              |
| Hoa Kỳ Billboard Hot 100                                  | 86              |
| Hoa Kỳ Dance Club Songs (Billboard)                       | 1               |
| Hoa Kỳ Pop Airplay (Billboard)                            | 27              |

## Lịch sử phát hành
| Nước     | Ngày                 | Định dạng                     | Nhãn       | Nguồn  |
| -------- | -------------------- | ----------------------------- | ---------- | ------ |
| Toàn cầu | 16 tháng 11 năm 2016 | Tải kĩ thuật số               | RCA        | [ 2 ]  |
| Ý        | 17 tháng 11 năm 2016 | Contemporary hit radio        | Sony Music | [ 25 ] |
| Hoa Kỳ   | 22 tháng 11 năm 2016 | Contemporary hit radio        | RCA        | [ 11 ] |
| Toàn cầu | 23 tháng 12 năm 2016 | Tải kĩ thuật số (EP phối lại) | RCA        | [ 26 ] |